# A Finished Product
A Finished Product est un film américain réalisé par Reggie Morris, sorti en 1917.

## Fiche technique
- Titre original : A Finished Product
- Réalisation : Reggie Morris
- Photographie : Perry Evenvold
- Production : Mack Sennett
- Société de production : Keystone
- Société de distribution : Keystone
- Pays d’origine :  États-Unis
- Langue originale : anglais
- Format : noir et blanc — 35 mm — 1,37:1 — Film muet
- Genre : Comédie
- Date de sortie :
  - États-Unis : 1er avril 1917

## Distribution
- Reggie Morris
- Alice Lake
- Della Pringle
- Jay Dwiggins
- Eddie Gribbon
- Harry Gribbon
- Elinor Field